# كريس سبنسر (لاعب كرة قدم أمريكية)
كريس سبنسر (بالإنجليزية: Chris Spencer)‏ هو لاعب كرة قدم أمريكية أمريكي، ولد في 28 مارس 1982 في ماديسون في الولايات المتحدة.

## وصلات خارجية
- كريس سبنسر على موقع مرجع كرة القدم المحترفة.كوم (الإنجليزية)